# Blood for Dracula
Blood for Dracula és una pel·lícula de terror del 1974 escrita i dirigida per Paul Morrissey i protagonitzada per Udo Kier, Joe Dallesandro, Maxime McKendry, Stefania Casini, Arno Juerging i Vittorio de Sica. En el seu llançament inicial el 1974 a Alemanya Occidental i als Estats Units, Blood for Dracula va ser llançada com Andy Warhol's Dracula.
La pel·lícula implica el comte Dràcula que arriba a Itàlia per fer un banquet amb la sang de les verges, només per trobar dificultats amb això a causa de la manca de verges presents a Itàlia.
El rodatge va començar poc després de la finalització de Flesh for Frankenstein. El director italià Antonio Margheriti està acreditat a les gravacions italianes de la pel·lícula tot i no dirigir-la. Aquesta atribució errònia va fer que tant el productor Carlo Ponti com Margheriti fossin jutjats per "frau continuat i agreujat contra l'estat" en intentar obtenir beneficis legals per a les pel·lícules italianes.
Segons l'American Film Institute, la pel·lícula va ser oberta a crítiques diverses.

## Argument
A principis de la dècada de 1920, un comte Dràcula malaltís i moribund, que ha de beure sang verge per sobreviure, viatja des de la Transsilvània a la Itàlia pre-feixista, seguint el pla del seu servent Anton i pensant que serà més probable que trobi una verge en un país catòlic. Al mateix temps, tota la família de Dràcula ha desaparegut a causa de la manca de verges a la seva ciutat natal, i perquè la reputació d'aquesta família descoratja altres persones, especialment les dones, d'apropar-se al Castell de Dràcula. Poc després d'arribar a Itàlia, Dràcula es fa amic d’Il Marchese di Fiore (de Sica), un terratinent italià sense diners que, amb una propietat luxosa que cau en decadència, està disposat a casar una de les seves quatre filles amb l'aristòcrata adinerat.
De les quatre filles de di Fiore, Saphiria i Rubinia gaudeixen regularment dels serveis sexuals de Mario, el treballador de la finca, un pagès orgullós i marxista acèrrim que creu que la revolució socialista es produirà aviat al seu país. Esmeralda i Perla, la gran i la més jove de les quatre, són verges respectivament. Esmeralda es veu massa senzilla i ha passat el seu millor matrimoni, i la Perla només té 14 anys (tot i que és retratada per Dionisio, de 23 anys). Dràcula obté assegurances que totes les filles són verges i beu la sang de les dues que es consideren casables. Tanmateix, la seva sang "contaminada" li revela la veritat i el fa encara més feble. No obstant això, és capaç de convertir telepàticament les dues noies en les seves esclaves.
Poc després que el Marchese di Fiore viatgi fora d'Itàlia per pagar els seus grans deutes, Mario descobreix que Dràcula és un vampir i el que ha fet a les germanes di Fiore. Quan s'adona del perill que suposa Dràcula per a la Perla, la més jove, fa servir l'excusa de protegir-la per violar-la. Aleshores, Mario adverteix a la dona de di Fiore, La Marchesa di Fiore, sobre el pla de Dràcula. Mentrestant, Dràcula s'ha begut la sang d'Esmeralda, convertint-la en vampir i recuperant les seves forces. La Marchesa s'enfronta a l'Anton, i després d'apunyalar-la, ella li dispara mortalment abans de sucumbir a la seva ferida. Mario mata a Dràcula i Esmeralda, convertint-se en el de facto amo i gestor de la finca.

## Repartiment
- Udo Kier com a Comte Dràcula
- Joe Dallesandro com Mario Balato, el treballador
- Arno Juerging com a Anton, el criat de Dràcula
- Vittorio de Sica com a Il Marchese di Fiore
- Maxime McKendry com a La Marchesa di Fiore
- Milena Vukotic com Esmeralda di Fiore
- Dominique Darel com a Saphiria di Fiore
- Stefania Casini com a Rubinia di Fiore
- Silvia Dionisio com a Perla de la Flor
- Roman Polański (sense acreditar) com a home a la taverna[2]

## Producció

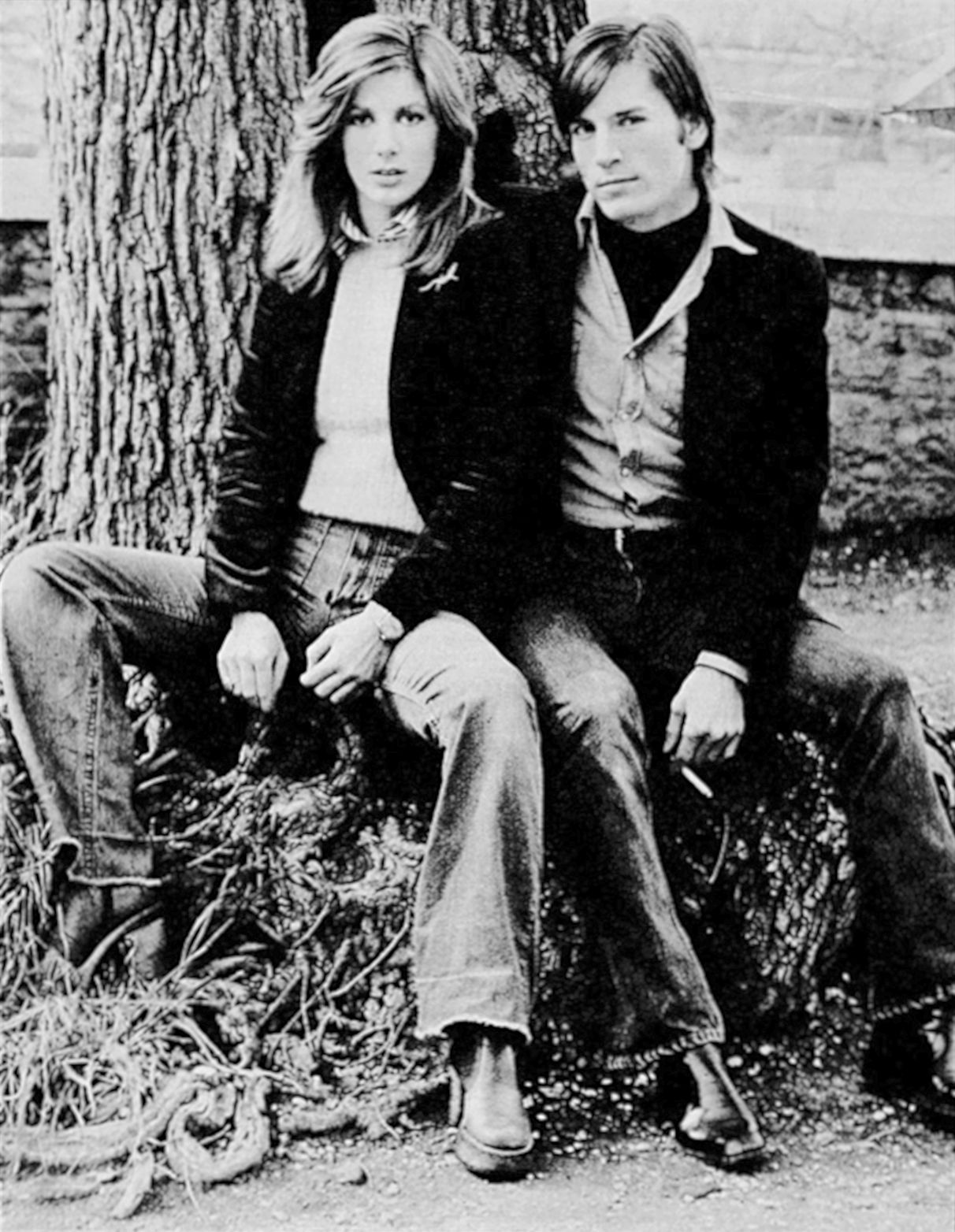
D'esquerra a dreta: Stefania Casini i Joe Dallesandro el 1974, l'any que es va estrenar Blood for Dracula

El 1973, Paul Morrissey i Joe Dallesandro van venir a Itàlia per rodar una pel·lícula per als productors Andrew Braunsberg i Carlo Ponti. L'original La idea va venir del director Roman Polanski que havia conegut Morrissey quan va promocionar la seva pel·lícula Què? amb Morrissey afirmant que Polanski sentia que seria "una persona física per fer una pel·lícula en 3D sobre Frankenstein. Vaig pensar que era l'opció més absurda que podia imaginar". Morrissey va convèncer Ponti perquè no sols fes una pel·lícula durant aquest període, sinó dues que van portar a la producció tant de Flesh for Frankenstein com de Blood for Dracula.
Un dia després que s'hagués completat el rodatge principal de Flesh for Frankenstein, Morrissey va fer tallar els cabells a Udo Kier, Dallesandro i Arno Juerging, i el rodatge de Blood for Dràcula va començar immediatament. La pel·lícula comptava amb altres directors al repartiment, inclòs Vittorio De Sica, que va escriure les seves pròpies línies al plató. Roman Polanski també va fer un cameo en una escena de taverna. Malgrat les afirmacions d'altres fonts, Polanski no estava rodant Què? en aquell moment a Itàlia, ja que aquella pel·lícula ja s'havia estrenat a Itàlia quan la pel·lícula Blood for Dracula va entrar en producció. A la seva estrena, la pel·lícula es va promocionar amb el nom d'Andy Warhol. Quan se li va preguntar sobre com va contribuir a la pel·lícula, Warhol va respondre que "vaig a les festes", després que "Tots nosaltres a The Factory aportem idees".
Els crèdits italians de la pel·lícula donen diferents crèdits, inclòs afirmant que Tonino Guerra va escriure el guió i la història, i Franca Silvi va editar la pel·lícula en lloc de Jed Johnson. Antonio Margheriti s'acredita com el director de les impressions italianes, que després va afirmar que no era cert, però que va dirigir escenes amb Silvia Dionisio i Vittorio de Sica. Udo Kier ha afirmat que altres membres del repartiment i ell només van rebre la direcció de Morrissey i que mai va veure a Margheriti al plató. El crèdit de Margheriti es va deure a que Carlo Ponti tenia un italià acreditat per tal d'obtenir beneficis per llei per a les pel·lícules italianes. Ponti i Margheriti van ser jutjats més tard per "frau continuat i agreujat contra l'estat".

## Llançament
Blood for Dracula es va estrenar per primera vegada com a Andy Warhol's Dracula tant a Alemanya Occidental l'1 de març de 1974 com als Estats Units el 6 de novembre de 1974. Euro International Films va estrenar a les sales una versió de 98 minuts a Itàlia el 14 d'agost de 1975 com Dracula cerca sangue di vergine e...morì di sete!!!. A Itàlia, la pel·lícula va recaptar un total de 345.023.314 lires italianes. Al Regne Unit, la pel·lícula va passar amb retallades a 103 minuts, evitant ser etiquetat com a video nasty (no obstant això, la pel·lícula es va incloure en una llista terciària de títols que podrien ser objecte de confiscació per part de policia a Anglaterra. Per tant, no es va presentar a la certificació de vídeo per part del BBFC fins a l'any 1995, que es va concedir, amb aprox. 4 minuts de talls. Una versió sense tallar no es va estrenar al Regne Unit fins al 2006.). Louis Periano, que va distribuir la pel·lícula als Estats Units, més tard va intentar treure profit de l'èxit de la pel·lícula de Mel Brooks El jove Frankenstein i va tornar a estrenar la pel·lícula com a Young Dracula de 94 minuts ambclassificació R el 1976 (a diferència de la versió original amb classificació X).

## Recepció
Segons l'American Film Institute, la pel·lícula va ser oberta a crítiques diverses. The Hollywood Reporter va elogiar el disseny de producció de la fotografia d'Enrico Job i Luigi Kuveiller. La ressenya de Los Angeles Times va descriure la pel·lícula com "estèticament agradable" i "bastant divertida fins a aquell final de Grand Guignol", però em va semblar que Morrissey tenia massa talent per a "una ferralla tan repugnant".